# Bell XP-77
Bell XP-77 là một loại máy bay tiêm kích thử nghiệm của Không quân Lục quân Hoa Kỳ trong Chiến tranh thế giới II.

## Tính năng kỹ chiến thuật (Bell XP-77)
Dữ liệu lấy từ Jane's Fighting Aircraft of World War II and 
Đặc điểm tổng quát
- Kíp lái: 1
- Chiều dài: 22 ft 10 in (6,96 m)
- Sải cánh: 27 ft 6 in (8,38 m)
- Chiều cao: 8 ft 2 in (2,49 m)
- Diện tích cánh: 100 sq ft (9,3 m²)
- Trọng lượng rỗng: 2.855 lb (1.295 kg)
- Trọng lượng cất cánh tối đa: 4.028 lb (1.827 kg)
- Động cơ: 1 × Ranger V-770-7, 520 hp (388 kW)

 Hiệu suất bay 
- Vận tốc cực đại: 330 mph (290 knot, 530 km/h)
- Tầm bay: 550 mi (480 nmi, 890 km)
- Trần bay: 30.100 ft (9.180 m)
- Vận tốc lên cao: 3.600 ft/phút (1.097 m/phút)
- Tải trên cánh: 40,28 lb/sq ft (196,5 kg/m²)
- Công suất/trọng lượng: 0,13 hp/lb (0,21 W/kg)

Trang bị vũ khí

- Súng: 

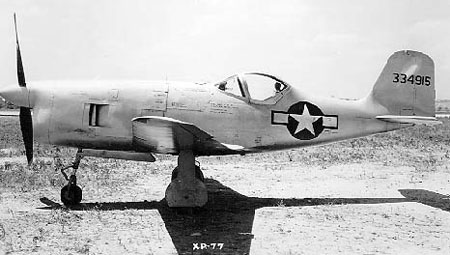
Bell XP-77

  - 1× pháo Hispano-Suiza HS.404 20 mm (0.787 in)
  - 2× Súng máy M2.50 in (12,7 mm)
- Bom: 

  - 1× bom 300 lb (136 kg) hoặc
  - 1× bom chống ngầm 325 lb (147 kg)